# ノドアカホオジロ

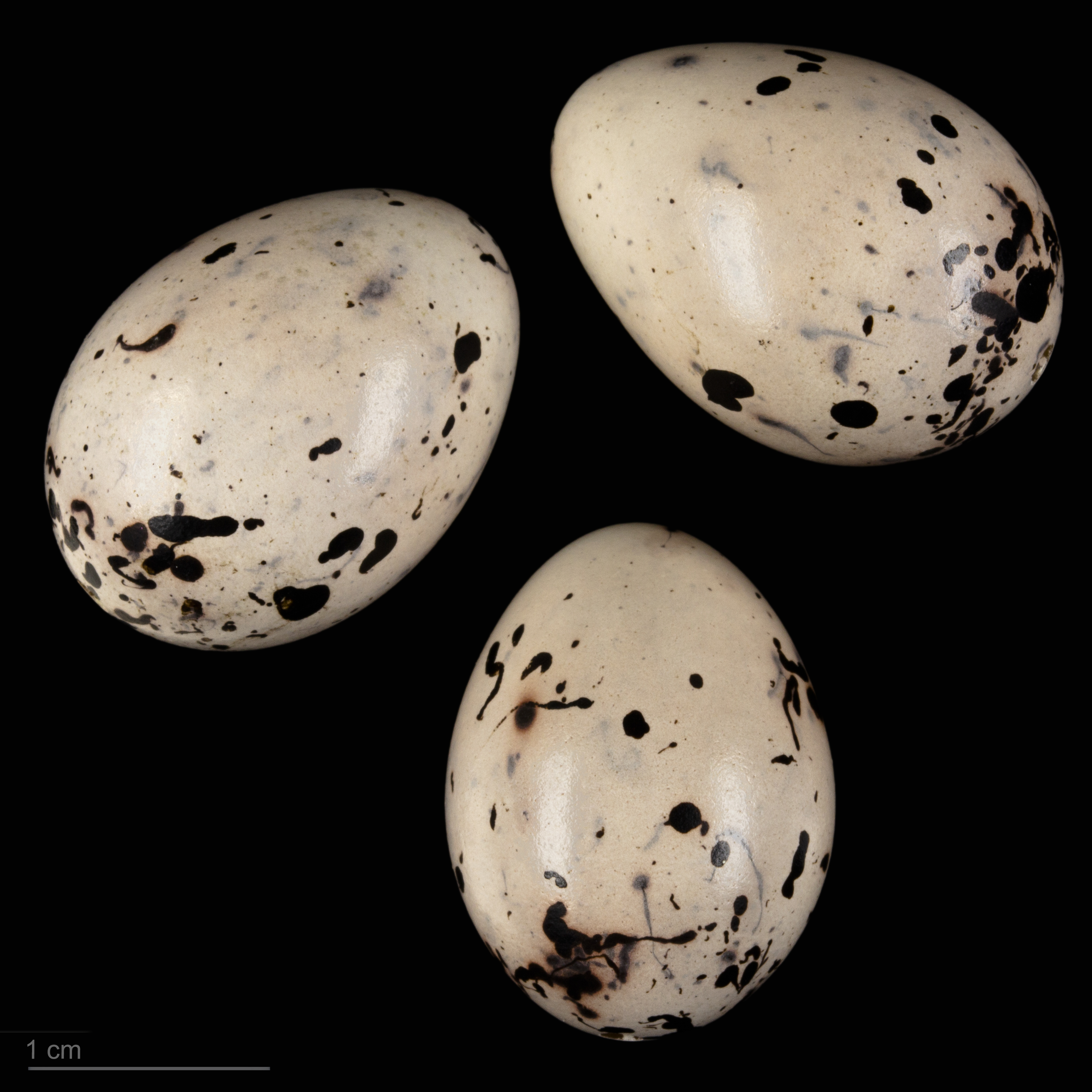
Emberiza caesia

ノドアカホオジロ（学名:Emberiza caesia）は、スズメ目ホオジロ科に分類される鳥類の一種。ホオジロの仲間。
- 名前の由来は、喉が赤いことより。

## 分布
旧北区、エチオピア区に生息する。